# N254 (België)
De N254 is een gewestweg in Schaarbeek, België tussen de R21b en Evere. De weg heeft een lengte van ongeveer 1,3 kilometer.
De weg draagt de straatnaam Kolonel Bourgstraat en Léon Grosjeanlaan en heeft twee rijstroken voor beide richtingen samen.
Onder andere de tv-studios van de RTBF en VRT bevinden zich aan deze route.